# Baruch S. Blumberg
Baruch Samuel Blumberg, född 28 juli 1925 i Brooklyn, New York, USA, död 5 april 2011 på Ames Research Center mellan Mountain View och Sunnyvale, Kalifornien, var en amerikansk läkare och genetiker med forskning om hepatit B och nobelpristagare. År 1976 erhöll han Nobelpriset i fysiologi eller medicin tillsammans med Daniel Carleton Gajdusek. för sitt arbete med hepatit B-viruset medan han var utredare vid NIH. Han var ordförande för American Philosophical Society från 2005 till sin död.
Blumberg och Gajdusek fick Nobelpriset för att ha upptäckt "nya mekanismer för ursprung och spridning av infektionssjukdomar". Blumberg identifierade hepatit B-viruset och utvecklade senare sitt diagnostiska test och vaccin. 

## Biografi
Blumberg var son till advokaten Ida (Simonoff) och Meyer Blumberg.  Han gick först i den ortodoxa Yeshivahen av Flatbush grundskolan där han lärde att läsa och skriva i hebreiska och att studera Bibeln och judiska texter på deras originalspråk. Han gick sedan på Brooklyns James Madison High School, en skola som Blumberg beskrev som att ha hög akademisk standard med många lärare med doktorsexamen. Efter att ha flyttat till Far Rockaway, Queens, började han vid Far Rockaway High School i början av 1940-talet, en skola som också producerade medpristagarna Burton Richter och Richard Feynman. Blumberg tjänstgjorde som däcksofficer i amerikanska marinen under andra världskriget. Han studerade sedan på Union College i Schenectady, New York och tog 1946 där examen med toppbetyg.
Blumberg påbörjade forskarutbildningen i matematik vid Columbia University men bytte till medicin och skrev in sig vid Columbia's College of Physicians and Surgeons, från vilken han fick sin MD 1951. Han stannade på Columbia Presbyterian Medical Center under de kommande fyra åren, först som praktikant och sedan som stipendiat. Han flyttade därefter till University of Oxford och började forskarutbildning i biokemi vid Balliol College, Oxford och tog sin doktorsexamen där 1957. Han blev senare den första amerikanen att bli rektor vid Balliol College, Oxford.
Efter en framgångsrik vetenskaplig karriär avled Blumberg den 5 april 2011, kort efter att ha hållit huvudtalet vid International Lunar Research Park Exploratory Workshop som hölls vid NASA Ames Research Center. Vid tiden för sin död var Blumberg en framstående forskare vid NASA Lunar Science Institute, beläget vid NASA Ames Research Center i Moffett Field, Kalifornien.

### Vetenskaplig karriär

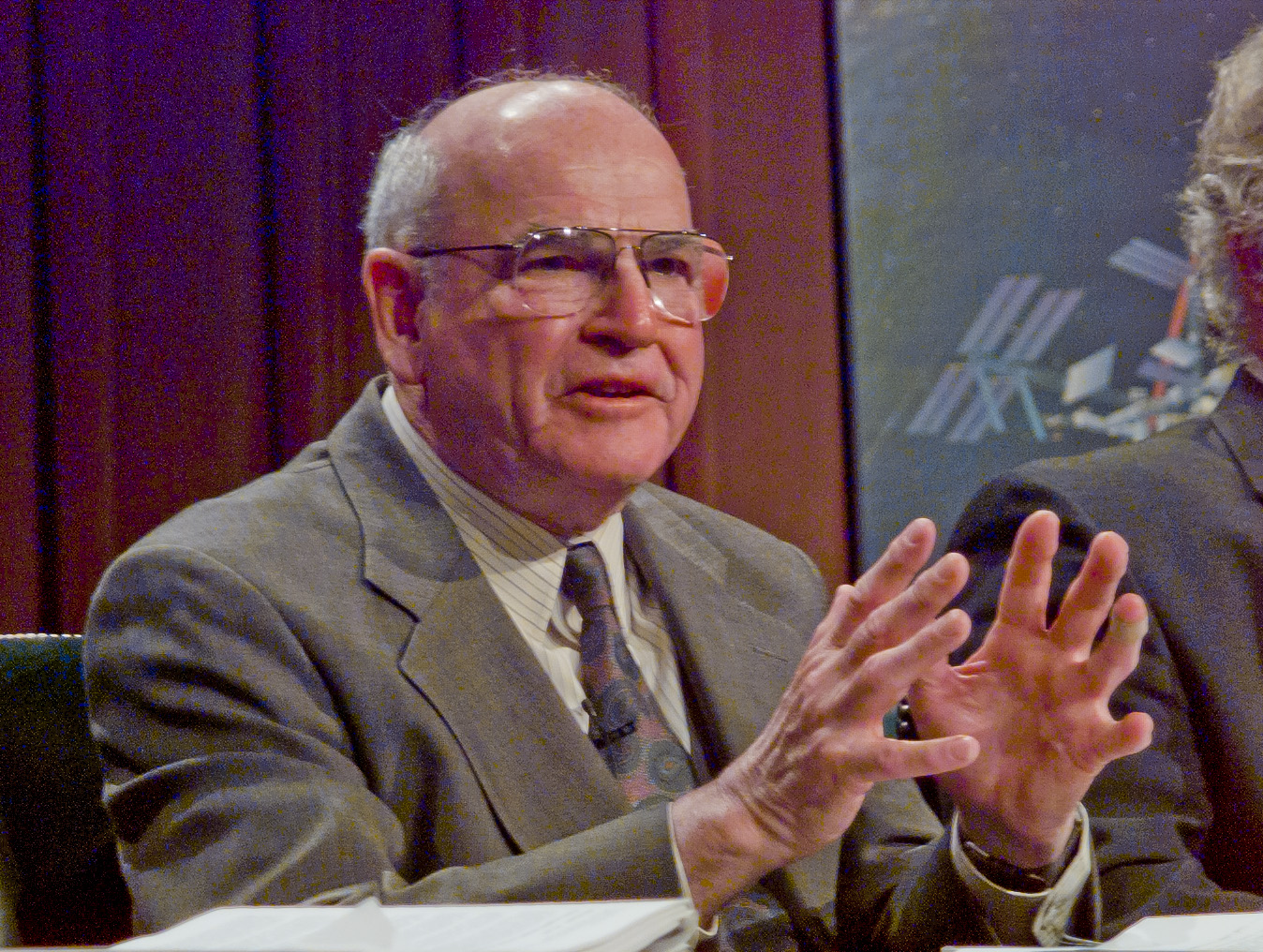
Presskonferens 1999 där Blumberg presenterades som den första chefen för NASA Astrobiology Institute

Under hela 1950-talet reste Blumberg runt i världen och tog mänskliga blodprov för att studera de genetiska variationerna hos människor, med fokus på frågan om varför vissa människor får en sjukdom i en viss miljö, medan andra inte gör det. År 1964, när han studerade "gulsot" (hepatit), upptäckte han en ytantigen för hepatit B i blodet hos en australisk aborigin, därav ursprungligen kallad "australisk antigen". Hans arbete visade slutligen att viruset kunde orsaka levercancer. Blumberg och hans team kunde utveckla ett screeningtest för hepatit B-viruset, för att förhindra dess spridning vid blodgivning och framställde ett vaccin. Blumberg överlämnade senare fritt sitt vaccinpatent för att underlätta distributionen för läkemedelsbolagen. Införandet av vaccinet minskade infektionshastigheten av hepatit B hos barn i Kina från 15 till 1 procent på 10 år.
År 1964 började Blumberg arbeta vid Institute of Cancer Research (ICR) vid Lankenau Hospital Research Institute i Philadelphia, idag känt som Lankenau Institute for Medical Research (LIMR), som senare gick med i Fox Chase Cancer Center 1974, där han blev universitetsprofessor i medicin och antropologi vid University of Pennsylvania med början 1977. Samtidigt var han rektor i Balliol College från 1989 till 1994. Han valdes in som stipendiat vid American Academy of Arts and Sciences 1994. Från 1999 till 2002 var han också chef för NASA Astrobiology Institute vid Ames Research Center i Moffett Field, Kalifornien. 
År 2000 tilldelades Blumberg Golden Plate Award av American Academy of Achievement. År 2001 utnämndes han till Library of Congress Scholars Council, en grupp av framstående forskare som ger råd till kongressbibliotekarie. Blumberg tjänstgjorde i rådet fram till sin död. År 2005 utsågs Blumberg också till ordförande för American Philosophical Society där han hade varit medlem sedan1986.